# 2059 Baboquivari
2059 Baboquivari је Амор астероид са средњом удаљеношћу од Сунца која износи 2,644 астрономских јединица (АЈ).
Апсолутна магнитуда астероида је 15,8.